# エウクラドケロス
エウクラドケロス(学名：Eucladoceros)は、シカ科に属する絶滅した鯨偶蹄目の哺乳類の属である。日本語では音韻転写の関係で「ユークラドケロス」と表記される場合もある。数多くの種が命名されているが、実際の種数には議論がある。

## 特徴

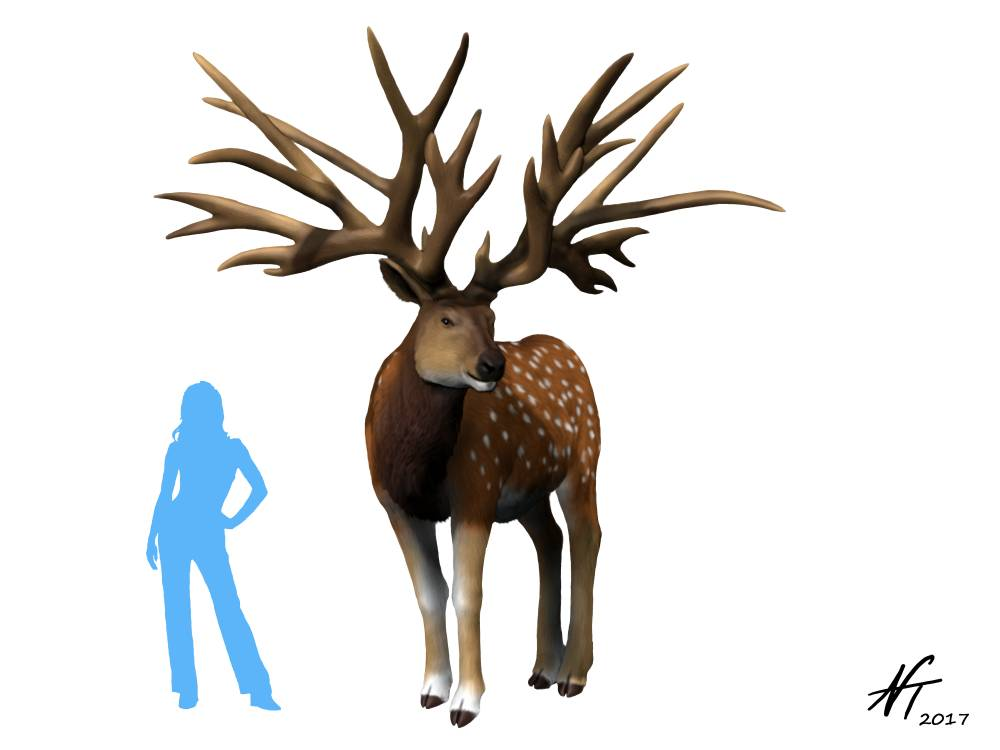
生体の復元想像図（E. dicranios）。

シカ科としては大型であり、肩高約1.8メートルに達し、現生のシカ科哺乳類と比較するとヘラジカと同程度かやや小型程度である。推定される体重は300 - 350キログラム。左右幅が最大1.7メートルに達する大型の角が特徴であり、細く突出して多数分岐している。
新第三紀の後期鮮新世から第四紀の中期更新世（チバニアン）中期にかけて生息しており、主にアジアとヨーロッパに分布した。日本列島にも到達していたことが示唆されており、こちらでも中期更新世（チバニアン）まで生存していた可能性がある。